# 1928 en dadaïsme et surréalisme
Pour l'année, voir 1928.
 Chronologie de dada et du surréalisme 
- 1924
- 1925
- 1926
- 1927
- 1928
- 1929
- 1930
- 1931
- 1932

Cet article présente les faits marquants de l'année 1928 en dadaïsme et surréalisme.

## Éphémérides

### Janvier
- 14 janvier
Deuxième spectacle du Théâtre Alfred Jarry. La séance commence par la projection du film La Mère de Vsevolod Poudovkine interdit par la censure française, puis se poursuit par le troisième acte du Partage de midi de Paul Claudel mis en scène par Antonin Artaud et joué contre la volonté de l'auteur. À la fin du spectacle, Artaud qualifie publiquement Claudel d' « infâme traitre », propos qui entraînent la brouille avec Jean Paulhan et la réconciliation avec les surréalistes[1].

- Les 27 et 31 janvier
Discussion des surréalistes au sujet de l'amour sous tous ses aspects. L'homosexualité masculine est presque unanimement condamnée. André Breton : « Je veux bien faire acte d'obscurantisme en pareil domaine. […] J'accuse les pédérastes de proposer à la tolérance humaine un déficit mental et moral qui tend à s'ériger en système et à paralyser toutes les entreprises que je respecte. »[2]

### Février
- 9 février

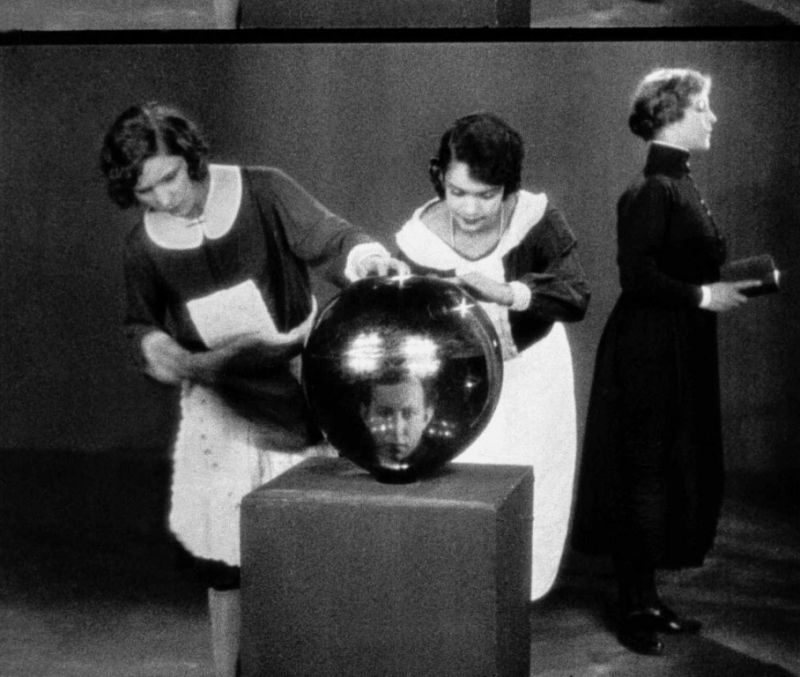
Un plan de La Coquille et le clergyman

La première projection du film de Germaine Dulac La Coquille et le clergyman au studio des Ursulines suscite chahut et protestations tant de la part des surréalistes que d'Antonin Artaud lui-même[3].

- 11 février
André Breton, Le Surréalisme et la peinture[4].

- 12 février
Paul Eluard, Défense de savoir, avec un frontispice de Giorgio De Chirico[5]

- 21 février
Robert Desnos est à La Havane (Cuba) comme représentant de l'Argentine au Congrès de la presse latine[6].

- 29 février
Salvador Dalí : « Ce n'est pas en vain qu'Yves Tanguy a lancé ses délicats messages. »[7]

- À Bruxelles, le Groupe surréaliste de Belgique publie le premier numéro de la revue Distance[8].

- En réponse à une exposition Giorgio De Chirico à la galerie Léonce Rosenberg en 1926, les surréalistes répliquent par une contre-exposition à la Galerie Surréaliste avec des tableaux « à leur goût ». La vitrine de la galerie est composée de jouets d'enfants pour parodier les œuvres récentes de De Chirico. Louis Aragon écrit une préface-pamphlet Le Feuilleton change d'auteur[9].

- À l'occasion de la ressortie du film Nosferatu le vampire de Friedrich Wilhelm Murnau, invisible depuis 1922, les surréalistes s'y rendent en « grande cérémonie ». Georges Sadoul : « Pendant quelques semaines, nous nous sommes répétés, comme une expression pure de la beauté convulsive, ce sous-titre français : « Passé le pont, les fantômes vinrent à sa rencontre. »[10]

### Mars
- 15 mars
A l'occasion de la parution du n° 11 de La Révolution surréaliste réhabilitation d'Antonin Artaud et de Roger Vitrac précédemment exclus. Un bref article non signé justifie cette attitude : « Ce petit jeu de va-et-vient ne peut apparaître dérisoire qu'à qui ne sent pas à quelle pression supérieure nous n'avons jamais cessé d'obéir. Nous nous reconnaissons entre nous, et entre nous seuls, à une certaine irréductibilité [...] Répétons que nous croyons à la puissance absolue de la contradiction. »[11]

- 22 mars
Artaud, L'Art et la mort, conférence donnée à la Sorbonne pour le Groupe d'études philosophiques et scientifiques pour l'examen des tendances nouvelles animé par le docteur René Allendy[12].

- 29 mars
Robert Desnos revient en France avec le romancier cubain Alejo Carpentier qui fuit la dictature de Gerardo Machado[13].

- Après quelques essais, Jean Epstein renonce à engager Artaud dans le rôle de Roderick Usher. Il lui reproche la « suracuité » de son interprétation[12].

- Paul Eluard est hospitalisé au sanatorium d'Arosa dans les Grisons (Suisse)[14].

- À Bruxelles, publication d'une protestation signée Louis Aragon, André Breton, Camille Goemans et Paul Nougé contre l'exposition consacrée à Giorgio De Chirico à la galerie Le Centaure : « De Chirico trahit une pensée qui a depuis longtemps cessé d'être la sienne au profit de ceux-là mêmes qui n'en ont jamais pénétré le mystère. »[15]

- À Barcelone, publication de El Manifest groc (Le Manifeste jaune) écrit par Salvador Dalí, Sebastià Gasch et Lluís Montanyà i Angelet[16].

### Avril
- 1er avril
À Bucarest, parution du premier numéro de la revue surréaliste roumaine Unu fondée par Saşa Pană[17].

- Louis Aragon, Traité du style[14].

- Exposition surréaliste à la Galerie Le Sacre du printemps avec des œuvres de Jean Arp, Giorgio De Chirico, Max Ernst, Georges Malkine, André Masson, Joan Miró, Francis Picabia, Pierre Roy et Yves Tanguy[18].

### Mai
- 5 mai
Certains passages de La Liberté ou l'amour de Robert Desnos jugés licencieux ou anticléricaux sont censurés[13].

- 13 mai
Projection privée au Studio des Ursulines du court métrage de Man Ray L'Étoile de mer réalisé à partir d'un poème et d'un scénario de Desnos[13].

- 25 mai
André Breton, Nadja[19].

### Juin
- 2 juin
La première représentation du Songe d'August Strindberg mis en scène par Antonin Artaud est chahutée par les surréalistes au prétexte que ce spectacle est subventionné par l'Ambassade de Suède et joué devant un parterre d'officiels et de personnalités. Artaud monte sur scène et réplique : « Strindberg est un révolté, tout comme Jarry, comme Lautréamont, comme Breton et comme moi. Nous représentons cette pièce en tant que vomissement contre sa patrie, contre toutes les patries, contre la société... »[20]

- 9 juin
La seconde représentation du Songe est interrompue[19]. La police intervient. André Breton, Pierre Unik et Georges Sadoul sont arrêtés puis relâchés le lendemain[20].

- 12 juin
Rencontre Robert Desnos / Youki (« Neige rose » en japonais)[13].

- En Belgique, parution du premier numéro de la revue Le Grand Jeu[21].

- André Breton, Lettre aux voyantes[22].

- Benjamin Péret, Le Grand jeu, poèmes : « Ah fromage voilà la bonne madame »[23].

### Juillet
- John Heartfield, Das Gesicht des Faschismus (Le Visage du Fascisme), photomontage[24]

### Août
- 28 août

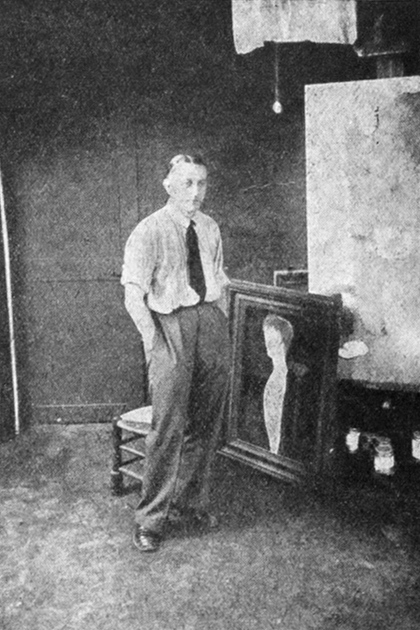
Joseph Sima dans son atelier à Paris

Robert Desnos, La Place de l'Étoile, publié en feuilleton dans le quotidien Le Soir[13].

- Premier numéro de la revue Grand jeu animée par le groupe du même nom fondé par les écrivains René Daumal, Roger Gilbert-Lecomte, Maurice Henry, Roger Vailland et le peintre Joseph Sima. Ils se disent surréalistes mais indépendants du groupe de Breton[21].

### Octobre
- Louis Aragon et André Breton écrivent une pièce de théâtre Le Trésor des jésuites, voulue comme une suite au film de Louis Feuillade Les Vampires et un hommage à l'actrice Musidora[25].

### Novembre
- 26 novembre
Retour désabusé à Paris de Jacques Rigaut après un séjour de cinq ans aux États-Unis[26].

- A Cambridge (Angleterre), publication du premier numéro de la revue Experiment fondée et dirigée par le mathématicien et biologiste Jacob Bronowski[27].

### Décembre
- 24 décembre
Première représentation de Victor ou les enfants au pouvoir de Roger Vitrac par le Théâtre Alfred Jarry[20].

- Fermeture de la Galerie Surréaliste pour cause de faillite[20].

### Cette année-là
- Joë Bousquet et René Nelli publient le premier numéro de la revue Chantiers[20].

- Salvador Dalí s'installe à Paris et Joan Miró le présente aux surréalistes[28].

- Marcel Duhamel, Jacques Prévert et Yves Tanguy quittent la rue du Château, qu'occupent à leur tour Louis Aragon, Georges Sadoul et André Thirion[20].

- Valentine Hugo, peintre et ex-femme du peintre Jean Hugo fréquente René Crevel, Paul Eluard et André Breton.[réf. nécessaire]

- Au Japon, publication du premier numéro de la revue Shi to Shiron (Poésie et poétique) créée par Junzaburō Nishiwaki tandis que ses élèves publient successivement deux revues anthologiques Fukuiku taru kafu yo (Chauffeur exquis) et Le Costume de soleil[29].

- En Argentine, parution de la première de la revue surréaliste Que créée par le poète Aldo Pellegrini[30].

- En Angleterre, la revue Oxford outlook publie l'article The New reality d'Edouard Roditi, considéré comme le manifeste britannique du surréalisme[31].

### Œuvres
- Oswald de Andrade

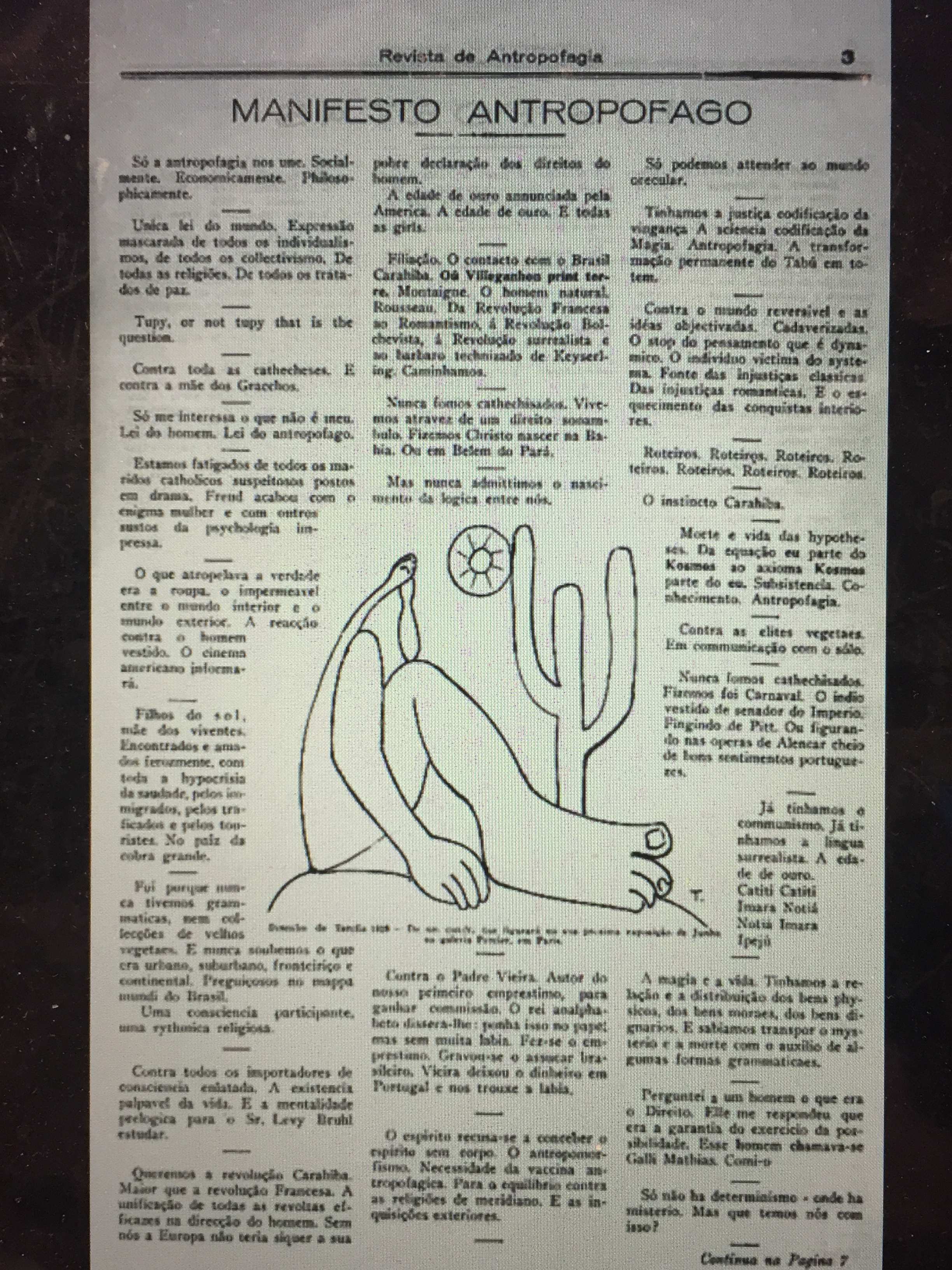
Première page du Manifeste anthropophage de Oswald de Andrade. Le dessin est de Tarsila do Amaral

  - Manifeste anthropophage : « Nous avions déjà le communisme. Nous avions déjà la langue surréaliste. L'âge d'or. »[32]
- Louis Aragon
  - Traité du style, essai[33] : « Si vous écrivez selon une méthode surréaliste des tristes imbécillités, ce sont de tristes imbécillités […] Le surréalisme se définit par ceux qu'il défend et par ceux qui l'attaquent […] Faire en français signifie chier. Exemple : ne forçons pas notre talent, nous ne ferons rien avec grâce. »
- Louis Aragon & André Breton
  - Le Trésor des jésuites, texte dramatique[34]
- Jean Arp
  - Constellation (Tête coquille et cravate), bois découpé[35]
  - Main fruit, bois peint et découpé[36]
- Antonin Artaud & Germaine Dulac
  - La Coquille et le clergyman, film[37]
- Georges Bataille
  - Histoire de l'œil, avec des illustrations d'André Masson
- André Breton
  - Lettre aux voyantes[38]
  - Nadja, récit, édition de la NRF, achevé d'imprimer le 25 mai[39].
  - Le Surréalisme et la peinture, essai avec soixante-dix-sept photogravures, édition de la NRF, Librairie Gallimard, achevé d'imprimer le 11 février[40] : « L'œil existe à l'état sauvage. »
- Serge Charchoune
  - Le Soleil, huile sur toile[41]
- René Crevel
  - L'Esprit contre la raison, essai[42]
- Salvador Dalí
  - L'Âne pourri, huile et gravier sur toile[43]
  - Chair de poule inaugurale[44]
  - Le Nu mou, huile et sable sur panneau[45]
  - Playa antropomorfica, collage[46]
- Robert Desnos
  - La Place de l'Étoile[réf. nécessaire]
- Marcel Duhamel & Pierre Prévert
  - Paris la Belle, film avec la participation de Jacques-André Boiffard et Man Ray[15]
- Paul Eluard
  - Défense de savoir, avec un frontispice de Giorgio De Chirico[réf. nécessaire]
- Max Ernst
  - Chimère, huile sur toile[47]
  - La Vierge corrigeant l'Enfant Jésus devant trois témoins : Breton, Eluard et Ernst, huile sur toile[48]
- Federico Garcia Lorca
  - Ode à Salvador Dalí[réf. nécessaire]
- Irène Hamoir
  - Si seulement il faisait du soleil cette nuit..., dessin aux crayons de couleur[49]
- John Heartfield
  - Das Gesicht des Faschismus (Le Visage du Fascisme), photomontage[50]
- Lise Hirtz
  - Il était une petite pie, recueil de chansons avec huit dessins en couleurs de Joan Miró[réf. nécessaire]
- René Magritte
  - Les Amants, huile sur toile[51]
  - Le Faux miroir, huile sur toile [52]
  - Histoire centrale, huile sur toile[53]
  - L'Homme au journal, huile sur toile[54]
  - Les Jours gigantesques, huile sur toile[55]
  - La Lectrice soumise, huile sur toile[56]
  - Le Palais des rideaux, huile sur toile[57]
  - La Querelle des universaux[58]
  - Le Temps menaçant, huile sur toile[59]
- Joan Miró
  - Danseuse espagnole, objet : épingle à chapeau, bouchon de liège, plume[60]
  - Intérieurs hollandais, huiles sur toile[61], sous ce titre sont réalisés trois tableaux au retour d'un voyage aux Pays-Bas[62]
  - La Pomme de terre, huile sur toile[63]
  - La Sauterelle, huile sur toile[64]
- Max Morise
  - Itinéraire du temps[réf. nécessaire]
- Georges Papazoff
  - Composition surréaliste, huile sur toile[65]
- Benjamin Péret
  - Le Grand jeu, poèmes[66]
- Francis Picabia
  - Héra, huile sur toile[67]
- Man Ray
  - Boule de neige, objet[68]
  - L'Étoile de mer, film, court-métrage d'après un poème et un scénario de Robert Desnos[69]
  - Les Mystères du château du Dé, film, court-métrage[réf. nécessaire]
- Pierre Roy
  - Danger dans l'escalier, huile sur toile[70]
- Christian Schad
  - Sonja, huile sur toile[71]
- Yves Tanguy
  - Le Jardin sombre, huile sur toile[72]
- Tristan Tzara
  - Indicateur des chemins de cœur, poèmes illustrés d'eau-fortes de Louis Marcoussis, édition Jeanne Bucher[73]